# George Ade
George Ade (ur. 9 lutego 1866 w Kentland, zm. 16 maja 1944 w Brook) – amerykański pisarz: dramaturg i humorysta.

## Życiorys
Urodzony w Kentland (Indiana), jako syn Johna Ade, rolnika i kasjera bankowego pochodzącego z Anglii oraz Adaline Wardell Bush. Ade lubił swoją wiejską szkołę i zapowiadał się obiecująco na zajęciach z kompozycji. Jednocześnie nie znosił pracy na farmie, którą rodzice zlecali mu w celu pomocy w finansach rodziny. Otrzymał wówczas częściowe stypendium, aby uczęszczać do Purdue, nowo utworzonej uczelni rolniczej i mechanicznej w Lafayette (Indiana). Jego cztery lata tam (1883-1887) były zarówno przyjemne, jak i cenne. Studiował z rozsądną sumiennością, wstąpił do towarzystwa literackiego i bractwa społecznego Sigma Chi, przez jeden semestr redagował prowadzony przez studentów miesięcznik literacki Purdue i uczęszczał na opery w Lafayette, szczególnie zachwycając się produkcjami Gilberta i Sullivana.

## Dzieła
- Fables in Slang, 1899, proza
- Forty Modern Fables, 1901, proza
- The Sultan of Sulu, 1902, dramat muzyczny
- People You Know, 1903, proza
- The College Window, 1904, dramat
- Just Out of College, 1905, dramat
- Hand-Made Fables, 1920, proza